# Цибалия
«Цибалия» (хорв. hrvatski nogometni klub Cibalia) — хорватский футбольный клуб из города Винковцы, в восточной части страны.

## История
Хорватский клуб «Цибалия» Винковцы был основан в 1919 году. В 1925 году объединились с клубом «Слога». Во время Второй мировой войны клуб прекратил существование.
На 13 апреля 1945 начинается формирование различных клубов, поэтому клуб назвали «Слога». Со временем клуб был назван «Динамо» по идее коммунистического руководства.
в 1968 году клуб «Динамо» Винковцы квалифицировался во второй дивизион югославской лиги. Как любительский клуб выступал в Лиге «Запад». В 1982 году был рывок в Первую лигу Югославии.
13 сентября 1990 года после гражданской войны в Хорватии клуб вернул себе старое название «Цибалия». С 1991 по 1997 год команда постоянно играет в Первой Лиге Хорватии.
В сезоне 1997/1998 году играет во второй лиге, зона «Восток». В финале победили клуб «Сегеста» Сисак 2:1 и таким образом поднялись в первую лигу.

### Кубок Интертото
В 2000 году получил право играть в Кубке Интертото. В первом раунде «Цибалию» жребий свёл с сербской командой «Обилич» (Белград). Первый матч хорваты выиграли 3:1, потом была ничья 1:1. Дальше была венгерская команда «Ломбард», которой она проиграла (2:3 и 0:0).
Второй поход в Кубок Интертото был более успешным. В 2003 году «Цибалия» начала игры со 2 раунда, где встретилась с белорусским «Шахтёром» из Солигорска. В первом матче была ничья 1:1, но во втором матче команды показали красивый футбол, забив на двоих 6 мячей, матч закончился со счётом 4:2. Потом «Цибалия» выиграла у финской «Тампере Юнайтед» 2:0, 0:1 по сумме двух матчей. В полуфинале команда играла с «Вольфсбургом» и оба матча проиграла с разгромным счётом 1:4, 0:4.

## Достижения
- Бронзовый призёр Чемпионата Хорватии: 2009/10
- Финалист Кубка Хорватии: 1998/99